# Typografischer Weißraum

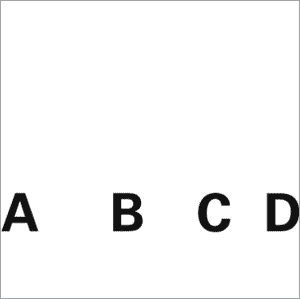
Verschieden großer Weißraum zwischen Buchstaben

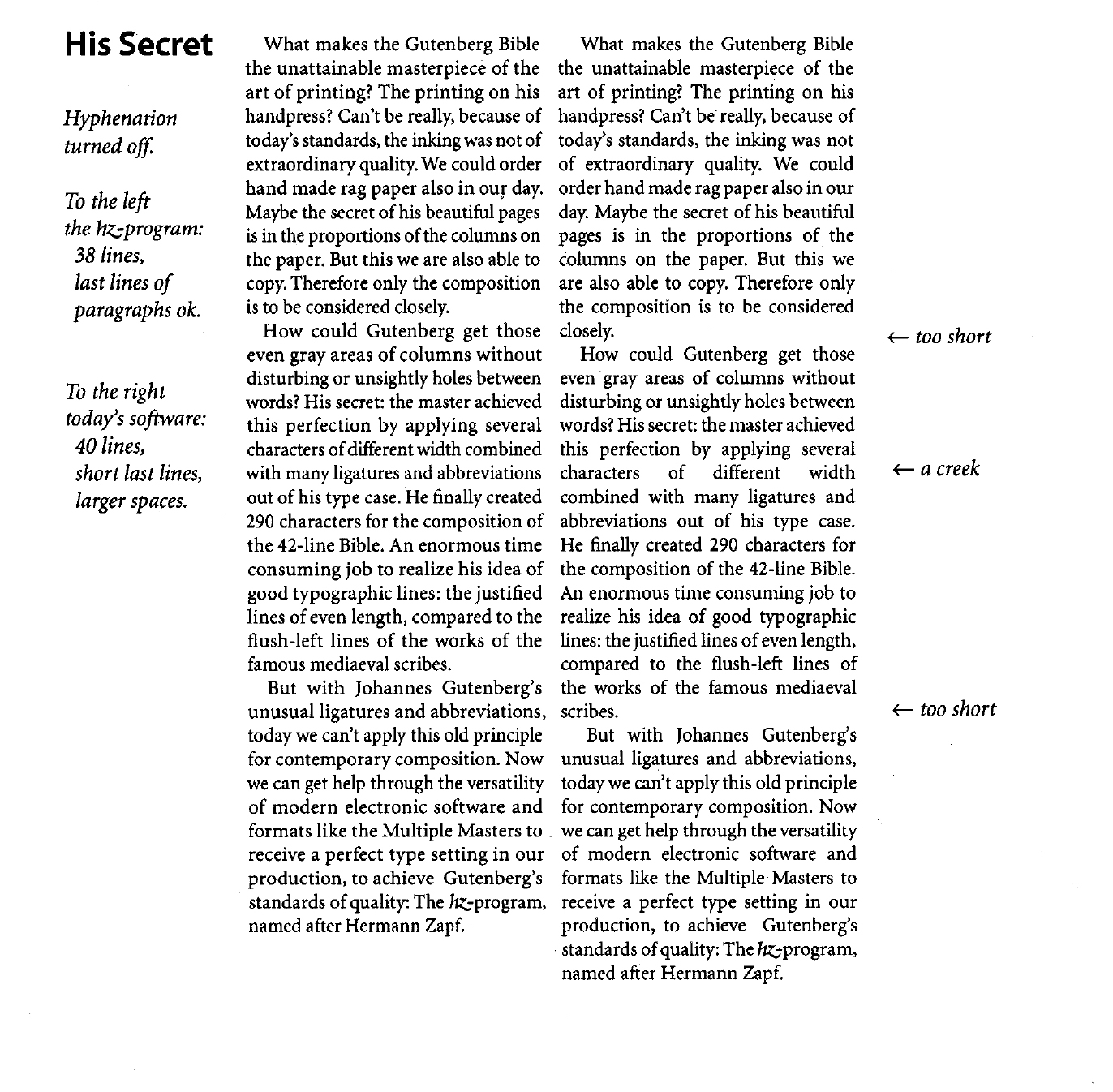
Anwendungsgebiet des hz-Programms: Mikrotypografie

Der typografische Weißraum oder Freiraum ist in der Typografie der nicht mit Schriftzeichen oder anderen sich vom Hintergrund abhebenden Objekten (beispielsweise Abbildungen, Zierrat oder Trennlinien) bedeckte Teil einer Druckseite oder eines digitalen Textwerks.
Nach dem Gestaltungsprinzip Form–Gegenform stellt die richtige Aufteilung von bedruckter Fläche zu Weißraum eine gestalterische Herausforderung an den Designer dar.
- In der Makrotypografie spricht man vom Zusammenspiel von Bild und Text mit dem Freiraum, der hierbei selbst zu einem Gestaltungselement wird. Ein ausgeglichenes Verhältnis ist immer abhängig vom Inhalt. Um dies zu erzielen, gibt es unterschiedliche Ansätze, wie zum Beispiel den Goldenen Schnitt.
- Bei der Mikrotypografie beschreibt der Begriff Leerraum die Abstände „auf der Zeile“, zwischen den und innerhalb der Schriftzeichen. Durch Veränderung der Laufweite oder des Zeichenabstandes kann darauf Einfluss genommen werden. Darüber hinaus kennen Unicode und TeX spezielle Sonderzeichen, die unterschiedlich breite Spatien (Abstände) aus dem traditionellen Bleisatz nachbilden (siehe Unicodeblock Allgemeine Interpunktion).

Ein gut gesetzter Weißraum verbessert die Leserlichkeit und benötigt weniger Konzentration für das Lesen. Gut durchgliedert hilft er dem Leser, den Überblick zu behalten und gezielt wichtige Inhalte schneller zu erfassen. Dieser Grundsatz gilt auch für die Gestaltung von Bildschirminhalten.